# Poa clavigera
Poa clavigera är en gräsart som beskrevs av Jan Frederik Veldkamp. Poa clavigera ingår i släktet gröen, och familjen gräs. Inga underarter finns listade i Catalogue of Life.